# عین الدیوک التحتا
عین الدیوک التحتا (به لاتین: Ein ad-Duyuk at-Tahta) یک محله در دولت فلسطین است که در استان اریحا واقع شده‌است. عین الدیوک التحتا ۹۶۷ نفر جمعیت دارد.